# Yangxipu (köpinghuvudort i Kina, Hubei Sheng, lat 32,84, long 110,88)
Yangxipu (kinesiska: 杨溪铺, 杨溪铺镇) är en köpinghuvudort i Kina. Den ligger i provinsen Hubei, i den centrala delen av landet, omkring 410 kilometer nordväst om provinshuvudstaden Wuhan. Antalet invånare är 16 039. Befolkningen består av 7 768 kvinnor och 8 271 män. Barn under 15 år utgör 13,0 %, vuxna 15-64 år 76 %, och äldre över 65 år 10,0 %.
Runt Yangxipu är det ganska tätbefolkat, med 160 invånare per kvadratkilometer. Närmaste större samhälle är Liubei, 11,7 km väster om Yangxipu. Trakten runt Yangxipu består till största delen av jordbruksmark.
Genomsnittlig årsnederbörd är 964 millimeter. Den regnigaste månaden är augusti, med i genomsnitt 166 mm nederbörd, och den torraste är december, med 8 mm nederbörd.